# Damir Burić
Damir Burić (Pola, 2 dicembre 1980) è un pallanuotista croato, medaglia d'oro agli europei di Zagabria 2010 e di argento a Kranj 2003.

## Palmarès

### Club

#### Trofei nazionali
- Campionato italiano: 2

Pro Recco: 2010-11, 2011-12
- Coppe Italia: 1

Pro Recco: 2010-11
- Campionato croato: 2

Mladost: 2007-08
Primorje: 2014-15
- Kup Hrvatske: 1

Primorje: 2014-15

#### Trofei internazionali
- Coppa dei Campioni/Eurolega: 1

Pro Recco: 2011-12
- Coppe LEN: 1

Radnički: 2012-13
- Lega Adriatica: 2

Pro Recco: 2011-12
Primorje: 2014-15
- Supercoppa LEN: 1

Pro Recco: 2010